# Xixona
Xixona (em valenciano) ou Jijona (em castelhano) é um município da Espanha na província de Alicante, Comunidade Valenciana. Tem 163,76 km² de área e em 2021 tinha 6 861 habitantes (densidade: 41,9 hab./km²).

## Demografia
| Variação demográfica do município entre 1991 e 2004 | Variação demográfica do município entre 1991 e 2004 | Variação demográfica do município entre 1991 e 2004 | Variação demográfica do município entre 1991 e 2004 |
| --------------------------------------------------- | --------------------------------------------------- | --------------------------------------------------- | --------------------------------------------------- |
| 1991                                                | 1996                                                | 2001                                                | 2004                                                |
| 7890                                                | 7608                                                | 7247                                                | 7400                                                |